# Pristaulacus fuscocostalis
Pristaulacus fuscocostalis är en stekelart som beskrevs av Turner 1918. Pristaulacus fuscocostalis ingår i släktet Pristaulacus och familjen vedlarvsteklar. Inga underarter finns listade i Catalogue of Life.